# Caricea nearctica
Caricea nearctica är en tvåvingeart som först beskrevs av Huckett 1965.  Caricea nearctica ingår i släktet Caricea och familjen husflugor. Inga underarter finns listade i Catalogue of Life.